# وليد بحر
وليد بحر هو لاعب كرة قدم عراقي في مركز الدفاع ولد في يوم 27 نيسان 1991، يلعب حالياً مع نادي أربيل وسبق له اللعب مع نادي الطلبة ونادي أمانة بغداد ونادي الشرطة ونادي القوة الجوية ونادي النفط، في سنة 2012 لعب مع منتخب العراق لكرة القدم.

## روابط خارجية
- وليد بحر على موقع الاتحاد الدولي (مؤرشف)  (الإنجليزية)
- وليد بحر على موقع قاعدة بيانات كرة القدم.إي يو (الإنجليزية)